# Kubańska sotnia UPA
Kubańska sotnia UPA – sotnia Ukraińskiej Powstańczej Armii, złożona Kozaków kubańskich, dawnych żołnierzy Armii Czerwonej. Powstała w 1943 roku w okolicach Riwnego, brała udział w walkach z wojskami niemieckimi.